# Oscar Romero (político)
Oscar Alberto Romero (Junín, 12 de agosto de 1967) es un abogado, político y sindicalista argentino del Partido Justicialista, que se desempeñó como diputado nacional por la provincia de Buenos Aires.

## Biografía
Estudió abogacía en la Universidad de Buenos Aires, graduándose en 1993. Previamente en 1986 se recibió de técnico en la escuela técnica (ENET) de Junín.
Es dirigente nacional del Sindicato de Mecánicos y Afines del Transporte Automotor (SMATA). Se ha desempeñado como Secretario General de la seccional Junín del SMATA y luego Subsecretario Gremial de Convenios y Leyes Laborales. Desde 2012 es miembro del consejo directivo del sindicato.
Romero pertenece al partido Justicialista donde se ha desempeñado como congresal de dicho partido en Junín, entre 2008 y 2013, consejero provincial y congresal nacional desde 2013.
En las elecciones legislativas de 2013 fue elegido diputado nacional por el Frente para la Victoria para el período 2013-2017. En la Cámara de Diputados, se ha desempeñado como vicepresidente primero en la comisión de Pequeñas y Medianas Empresas, secretario en la comisión de Industria y como vocal en las comisiones de Ciencia, Tecnología e Innovación productiva; Legislación del Trabajo; Mercosur; y Relaciones Exteriores y Culto.
A principios de febrero de 2016, Romero y otros 14 diputados abandonaron el bloque del Frente para la Victoria, creando el Bloque Justicialista. Romero fue elegido presidente de dicho bloque.
En cuanto a su vida personal, está casado y tiene tres hijos .